# Estland i Eurovision Song Contest 2015
Estland deltog i Eurovision Song Contest 2015 i Wien, Österrike.

## Bakgrund
ERR bekräftade att Estland skulle delta i  Eurovision Song Contest 2015 den 26 maj 2014. Den 17 september 2014 avslöjade programföretaget detaljer om deras urvalsförfarande och meddelade organisationen i Eesti Laul 2015.

## Format
Eesti Laul 2015 var den sjunde upplagan av den estniska nationella urvalet Eesti Laul som valde Estlands bidrag till Eurovision Song Contest 2015. Tävlingen bestod av tjugo bidrag i två semifinaler. Semifinalena hölls den 7 och 14 februari 2015 som tog 10 bidrag till finalen den 21 februari 2015.

## Finalen

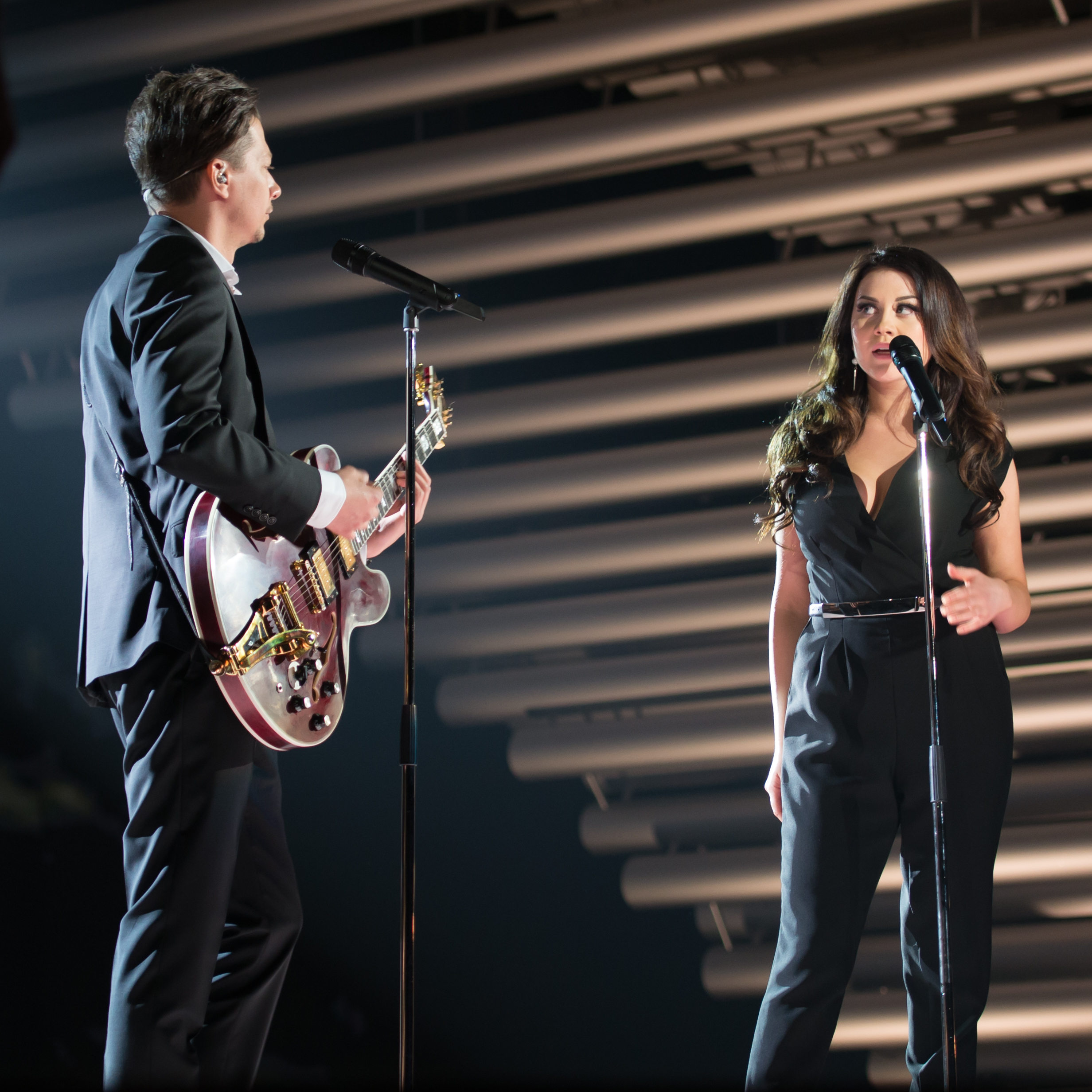
Elina Born & Stig Rästa

| Nr | Artist                            | Sång                   | Låtskrivare (text o musik)                                    | Jurypoäng | Telefonröster | Placering |
| -- | --------------------------------- | ---------------------- | ------------------------------------------------------------- | --------- | ------------- | --------- |
| 1  | Luisa Värk                        | "Minu päike"           | Mikk Tammepõld, Luisa Värk                                    | 2         |               | 10        |
| 2  | Maia Vahtramäe                    | "Üle vesihalli taeva   | Olav Osolin                                                   | 3         |               | 9         |
| 3  | Elina Born & Stig Rästa           | "Goodbye to Yesterday" | Stig Rästa                                                    | 10        | 79 %          | 1         |
| 4  | Kali Briis Band                   | "Idiot"                | Alan Olonen                                                   | 4         |               | 7         |
| 5  | Robin Juhkental & The Big Bangers | "Troubles"             | Robin Juhkental & The Big Bangers                             | 7         |               | 6         |
| 6  | Daniel Levi                       | "Burning Lights"       | Daniel Levi Viinalass                                         | 8         | 13 %          | 2         |
| 7  | Elisa Kolk                        | "Superlove"            | Vahur Valgmaa                                                 | 6         | 8 %           | 3         |
| 8  | The Blurry Lane                   | "Exceptional"          | Kristina Bianca Rantala                                       | 1         |               | 8         |
| 9  | Elephants From Neptune            | "Unriddle Me"          | Jon-Arnold Mikiver, Robert Linna, Rain Joona, Markko Reinberg | 9         |               | 4         |
| 10 | Triin Niitoja & John4             | "This Is Our Choice"   | Jaanus Saago, Triin Niitoja                                   | 5         |               | 5         |

## Bidragen som inte gick vidare
- Karl-Erik Taukar med "Päev korraga"
- Miina med "Kohvitassi lugu"
- Liis Lemsalu & Egert Milder med "Hold On"
- Airi Vipulkumar Kansar med "Saatuse laul"
- Bluestocking med "Kordumatu"
- Wilhelm med "Light Up Your Mind"
- Kruuv med "Tiiu talu tütreke"
- Demie feat. Janice med "Kuum"
- NimmerSchmidt med "Kellega ma tutvusin?"
- Mari med "Kolm päeva tagasi"

## Under Eurovision
Cypern deltog i den första semifinalen den 19 maj. Där hade de startnummer 7. De gick till final med 105 poäng och hamnade på tredje plats. I finalen hade de startnummer 4. De fick 106 poäng och hamnade på sjunde plats.